# Д'Арси, Джордж Аббас Кули
Джордж Аббас Кули Д’Арси (англ. George Abbas Kooli D'Arcy; 30 июля 1818 — 22 октября 1885) — британский солдат и колониальный администратор. Он был губернатором Гамбии с 1859 по 1866 год и губернатором Фолклендских островов с 1870 по 1876 год.

## Ранняя жизнь
Д’Арси родился в Лондоне, сын подполковника Джозефа Д’Арси и леди Кэтрин Джорджианы Уэст (дочери 4-го графа Де Ла Варр). Отец Д’Арси был подполковником (25.11.1813) Королевской артиллерии, который прибыл в Персию вместе с послом сэром Гором Оусли, чтобы спасти, реформировать и оснастить персидскую армию. Д’Арси был назван в честь шаха Персии. Шах попросил Джозефа назвать своего старшего сына в его честь. Джозеф, будучи скромного ума, назвал ребёнка Аббасом Кули, не желая принимать титул шаха, а также имя «хан», означающее «Высочество», тогда как «Кули» означало «обычный».

## Карьера
Д’Арси стал полковником 3-го Вест-Индского полка. В 1859 году он был назначен губернатором Гамбии. Когда Д’Арси прибыл в Батерст в сентябре 1859 года, бушевала эпидемия желтой лихорадки, но его призывы о выделении дополнительного финансирования для улучшения санитарных условий в колонии не увенчались успехом.
Д’Арси возглавил военную экспедицию против королевства Баддибу в 1861 году, тем самым ускорив приход к власти Мамаду Дьяху Ба, с которым Д’Арси был вынужден подписать договор о дружбе в феврале 1863 года. Усилия Д’Арси по улучшению условий жизни освобожденных африканцев в Батерсте были подорваны местными торговцами и некоторыми членами его собственной администрации. В 1864 году несколько освобожденных африканцев подписали петицию с призывом продлить его губернаторство, хотя к 1865 году он стал менее популярен среди них.
В 1866 году подполковник Джордж Д’Арси, командир 3-го Вест-Индского полка и губернатор Гамбии, выступил в поход, чтобы противостоять мятежному лидеру марабутов по имени Омар Фаэл в Тубабаколонге (также известном как Тубаб Колонг), городе с частоколом на северном берегу реки. Гарнизонной частью в Батерсте в то время был 4-й Вест-Индский полк. Подполковник Д’Арси повел 270 офицеров и рядовых этого батальона вместе с примерно 500 воинами из племени Сонинке в Тубабаколонг, атаковав город 30 июня. Во время штурма, 18 солдатами укрепленных ворот рядовой Сэмюэл Ходж помог в штурме, но получил сильные ранения. Он был награждён Крестом Виктории за свою храбрость.
В ходе реорганизации в 1866 году британских поселений в Западной Африке Д’Арси был смещен с поста губернатора, хотя оставался администратором до прибытия Чарльза Пати в декабре 1866 года.
С 1870 по 1876 год Д’Арси был губернатором Фолклендских островов. Он ушел на пенсию и умер в Плимуте, Девон, в возрасте 67 лет.